# Coonskin
Coonskin is een Amerikaanse animatiefilm voor volwassenen uit 1975, geregisseerd door Ralph Bakshi.

## Rolverdeling
| Acteur                | Personage                |
| --------------------- | ------------------------ |
| Barry White           | Samson / Broeder Beer    |
| Charles Gordone       | Priester / Priester Fox  |
| Philip Michael Thomas | Randy / Broeder Konijn   |
| Scatman Crothers      | Pappy / Old Man Bone     |
| Danny Rees            | Clown                    |
| Buddy Douglas         | Referee                  |
| Jim Moore             | Mime                     |
| Al Lewis              | Godfather                |
| Richard Paul          | Sonny                    |
| Frank de Kova         | Managan                  |
| Ralph Bakshi          | Agent met megafoon       |
| Jesse Welles          | Marrigold / Miss America |